# Ctenophryne geayi
Ctenophryne geayi és una espècie de granota que viu a Bolívia, Colòmbia, l'Equador, Guaiana Francesa, Guaiana, el Perú, Surinam i Veneçuela.
Està amenaçada d'extinció per la pèrdua del seu hàbitat natural.